# Wenzel Anton Frind

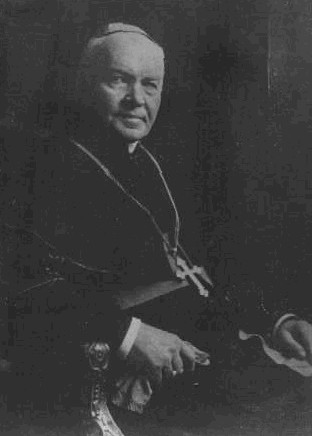
Wenzel Frind

Wenzel Anton Frind (* 26. Januar 1843 in Hainspach, Leitmeritzer Kreis, Böhmen; † 2. August 1932 in Chotěšov (deutsch Chotiesschau), Tschechoslowakei) war ein deutsch-böhmischer Theologe, Kirchenhistoriker, Universitätsprofessor sowie Weihbischof in Prag.

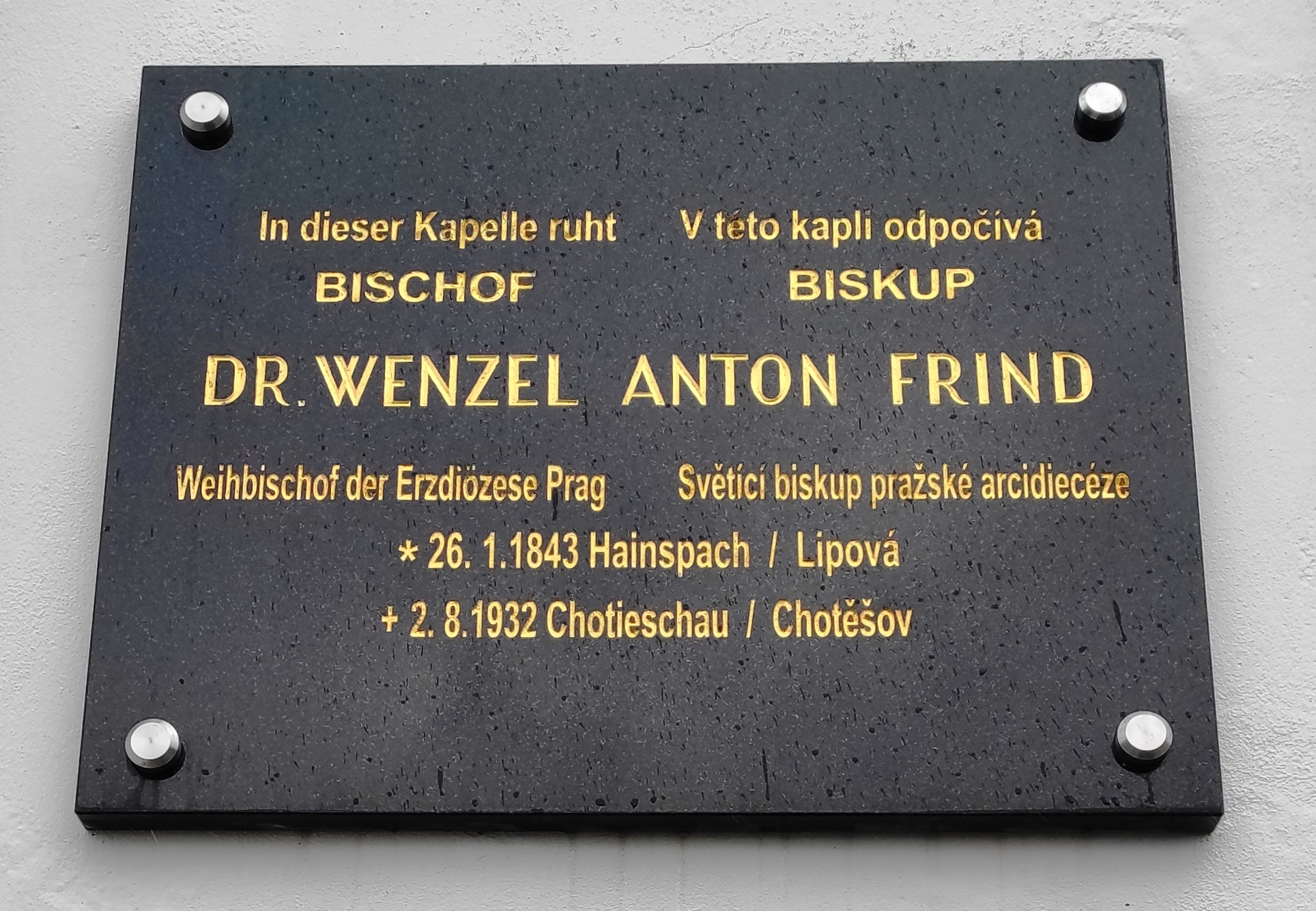
Grabplatte von Wenzel Anton Frind an der Friedhofskapelle von Hainspach

## Leben und Werk
Wenzel Anton Frind entstammte einer Weberfamilie aus dem Schluckenauer Zipfel, sein älterer Vetter war der ebenfalls in Hainspach geborene Kirchenhistoriker und spätere Bischof von Leitmeritz Anton Frind. Er besuchte das Gymnasium in Mariaschein und studierte an der Philosophisch-Theologischen Hauslehranstalt Leitmeritz, seine Priesterweihe fand am 29. Juni 1866 statt, ab 1870 war er bischöflicher Sekretär in Leitmeritz. An der Theologischen Fakultät der Universität Wien wurde er 1872 zum Doktor der Theologie promoviert, seine Habilitation für das Fach Moraltheologie erfolgte an der Deutschen Universität Prag, daselbst in den 1880er Jahren auch seine Berufung zum Universitätsprofessor für Moraltheologie. Im Studienjahr 1885/86 wurde Frind zum Universitätsrektor gewählt, seine Rektoratsrede vom 24. Oktober 1885 trug den Titel Die Rechtsidee in der Moral und Juridik (vgl. Frind 1885). 1890 wurde Frind in das Domkapitel des Prager St.-Veits-Doms berufen und 1901 zum Titularbischof von Gadara sowie Weihbischof für das Erzbistum Prag ernannt. Danach gab er sein Amt als Universitätsprofessor auf.
Seine Leistung als Moraltheologe bestand in dem Versuch, den deutsch-tschechischen Sprachkonflikt auf Grundlage der katholischen Sittenlehre beizulegen (vgl. Frind 1899). Er bejahte dabei die Berechtigung des österreichischen Vielvölkerstaates mit einheitlicher Verwaltung auf Grund einer deutschen Verständigungssprache und weitgehendem sprachlichem Schutz für die einzelnen nationalen Gruppen.
Er war Ehrenmitglied der katholischen Studentenverbindungen KDStV Ferdinandea Prag, KaV Saxo-Bavaria Prag und KDStV Vandalia Prag im CV.

## Schriften (Auswahl)
- Eine eventuelle Theilung (Verdoppelung) der Prager theologischen Fakultät ist mit dem Prinzipe und der Aufgabe der Kirche vereinbar: zugleich als Studie über das Verhältnis der Kirche zur Nationalität. A. Opitz, Prag/Warnsdorf 1884, 14 S.
- Die Rechts-Idee in der Moral und Juridik: Rede bei der Installations-Feier am 24. Oktober 1885. A. Opitz, Prag/Warnsdorf, 24 S.
- Ein Scherz als Gerichtsfall. In: Theologisch-praktische Quartalschrift, 41. Bd., 1888, S. 617–619.
- Leo XIII. und die thomistische Philosophie. In: Theologisch-praktische Quartalschrift, 41. Bd., 1888, S. 761–768.
- Das sprachliche und sprachlich-nationale Recht in polyglotten Staaten und Laendern mit besonderer Ruecksichtnahme auf Oesterreich und Boehmen. Manz,  Wien 1899, 392 S.[4]
- Der heilige Johannes von Nepomuk. A. Opitz, Warnsdorf 1929, 212 S.